# Silvanoides foveicollis
Silvanoides foveicollis es una especie de coleóptero de la familia Silvanidae.

## Distribución geográfica
Habita en Islas Salomón.